# Бомбардировка Сале
Бомбардиро́вка Сале́ (фр. Bombardement de Salé ) — военно-морская атака французов на город Сале в Марокко, которая состоялась ночью между 26 и 27 ноября 1851 года в ответ на разграбление французского грузового судна жителями города. В течение семи часов борьбы марокканской артиллерии и инфраструктуре города был нанесен серьезный ущерб.
Французские потери были минимальны, только четверо погибших и 18 раненых. Потери марокканцев составили от 18 до 22 человек, две трети из которых были мирными жителями. Однако французские войска ушли без украденных товаров, и обе стороны заявили о своей победе.

## Предыстория
После завоевания Алжира французами, Абд аль-Кадир объявил войну против Франции и запросил помощи у султана Мулая Абд ар-Рахмана из Марокко. Султан принял предложение, и это послужило началом Франко-Марокканской войны. Франция направила боевые корабли для обстрела Танжера 6 августа 1844 года. Во время данного обстрела была уничтожена большая часть города и его укреплений. Затем французы обстреляли Эс-Сувейру. После того как французская армия одержала победу над марокканской конницей в битве у реки Исли, султан Мулай Абд ар-Рахман попросил мира, а 10 сентября 1844 года заключил мирный договор с Францией у города Танжер. Поражение Марокко вызвало восстания в Рабате и в Сале, а городская знать, известная в мусульманских странах как шери́ф, жаловалась султану на отсутствие оружия и боеприпасов в городе.
Между тем гнев французского правительства по отношению к Марокко рос. Серия инцидентов в октябре 1849 ухудшила отношения между обеими странами. С 1845 по 1851 в Марокко был серьезный аграрный кризис, вызванный засухой, в результате которой был сильный неурожай. Жители Марокко страдали от высокой стоимости пшеницы и ячменя. В Сале многие люди умирали от голода, а их гнев по отношению к Франции в конечном итоге привёл к ограблению торгового судна и последующей бомбардировке.

## Подготовка
1 апреля 1851 французское грузовое судно, перевозившее 98 тонн товаров из Гибралтара в Рабат, перевернулась у берегов Сале. Были спасены и отправлены в город на хранение несколько тонн товаров, однако уже на следующий день сотни горожан ворвались на склад и украли товар. Часть воров была поймана Абдельхади Знибером, но, несмотря на это, по итогам французы потеряли 11 391 франков товарами с корабля.
Французский дипломат Николас Проспер Боури сообщил о ситуации в Сале правительству и при этом обвинил жителей города в ограблении, назвал их пиратами, а также говорил, что французское правительство обязано послать военные силы в город.
10 ноября 1851 года французский министр военно-морского флота поручил адмиралу Луи Дьюбордье заставить жителе Сале отдать украденные товары и выдал ему для этого пять кораблей: «Генриха IV» (на вооружении 100 орудий, а командовал данным кораблём адмирал Луи Анри де Гведон), «Сане́» (14 орудий), «Гомера» (14 орудий), «Нарвала» (4 орудия), «Катона» (6 орудий). Корабли собрались в Кадисе 19 ноября и, после поставки продуктов питания и угля, поплыли к Сале 21 ноября.

## Бомбардировка

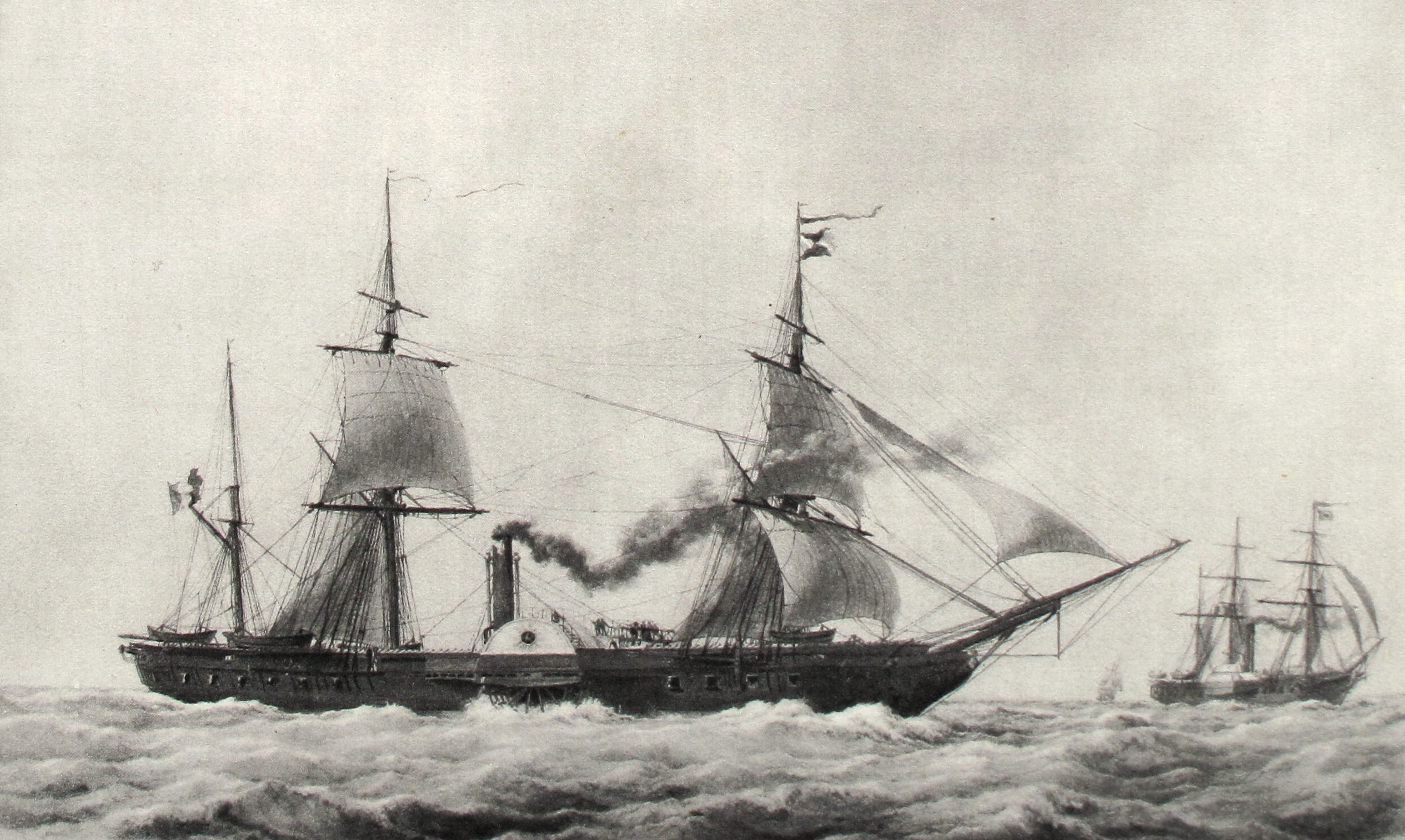
«Гомер (фрегат)», паровой фрегат с 14-ю орудиями

24 ноября некоторые из французских кораблей отправились в Танжер, где они подобрали консула Юлия Доазана и его секретаря Флюрата. Вечером того же дня Катон достиг Сале и ждал консула Элтона и его семью, которых он должен был перевезти в Рабат для того, чтобы обеспечить им безопасность во время бомбардировки города. На следующий день в 11:00 утра Катон стал на якорь между городами Рабат и Сале. Его командир потребовал извинений у жителей за кражи и налеты и немедленного возврата награбленного под угрозой обстрела. Раисы в портых обоих городов пообещали ответить на французские требования в течение трех часов. Два часа спустя все французские корабли достигли устья реки Бу-Регрег между Рабатом и Сале.
Французские экипажи «Генриха IV» получили телеграмму от адмирала Гведона, который предполагал, что бомбардировка города начнется в ближайшее время. Позже в Рабате и Сале собралась толпа людей, которые вышли, чтобы наблюдать за французскими кораблями после того, как они были замечены марокканской артиллерией. Адмирал Гведон решил начать обстрел, когда консул Элтон будет на борту «Катона», но консул пришел на борт корабля только через четыре часа. 26 ноября, на рассвете, британский пароход компании «Янус» приплыл к «Катону» и забрал консула Элтона и его семью.
Марокканские солдаты в Рабате и Сале были готовы к отражению французской атаки и вооружились артиллерией. В это время французский корабль «Сане» приплыл к форту у входа в реку Бу-Регрег, а корабль Генрих IV был недалеко от марокканских батарей на севере Сале. Гомер приехал в позицию для атаки, а «Нарвал» и «Катон» должны были оказывать материально-техническую поддержку в бою.
Французы открыли огонь по фортам в Сале в 10:00 утра, и марокканцы мгновенно ответили из сорока артиллерийских орудий. Через час после начала противостояния, артиллерийские батареи в Сале были уничтожены, а артиллерия в Рабате была повреждена до такого уровня, что стала практически бесполезна. В 15:30 огонь французов по Сале усилился, поврежденные марокканские артиллерийские батареи ушли из города, однако сопротивление не прекращалось до 17:00. Кораблям «Сане» и «Гомеру» не хватало боеприпасов и они вышли из боя, но в то же время «Генрих IV» продолжал шквальный огонь по городу до 7:00 утра.

## Последствия
На следующий день Дьюбордье послал отчет военному министру с описанием потерь Франции. «Генрих IV» принял на себя несколько выстрелов артиллерии, и на нём погиб 1 человек, а 9 были ранены. «Сане́» пострадал сильнее, чем «Гомер», но ни один из них не был серьезно поврежден. На «Сане» погибли 3 человека, а 9 были ранены.
Город Сале во время обстрела пострадал сильно: стена, построенная во времена Альмохадов, была сильно повреждена. Несколько домов были разрушены, многие были сожжены. Было убито от 12 до 15 мирных жителей, а также от 6 до 7 солдат. Тактически борьба была победой Франции. Чтобы Танжер не обстреляли подобным образом, Марокко согласилось заплатить французам 100 000 франков 29 ноября 1851 года.
Однако, политически сражение считается неудачей для Франции. Первоначально Франция желала восстания против губернатора Сале для того, чтобы избежать разрушения города, но этого не произошло. Французы потребовали, чтобы ворам отрезали руки, однако губернатор Сале просто изгнал этих людей из города.
После этой конфронтации дипломатические отношения между Францией и Марокко прерваны в течение нескольких месяцев и не возобновлялись до 1852 года. После бомбардировки Дьюбордье был назначен великим офицером Почётного легиона.